# Кадин, Марк Львович
Ма́рк Льво́вич Кадин (род. 28 апреля 1965, Краматорск, УССР, СССР) — российский дирижёр.

## Биография
Марк Кадин родился на Украине, музыкальное образование получил в Москве — в Государственном музыкальном училище им. Гнесиных и в Российской академии музыки им. Гнесиных. По окончании в 1993 году занял пост дирижёра в Государственном молодежном симфоническом оркестре России. С 1994 по 2004 - дирижёр Академического Большого Концертного Оркестра Российской государственной телерадиокомпании. Одновременно активно работал в области современной музыки – успешно сотрудничал с Московским ансамблем современной музыки (АСМ) и Студией Новой Музыки, с которой он провел гастроли в Бельгии и Нидерландах.
С 1996 по 2004 год по приглашению Михаила Плетнева Марк Кадин - дирижёр Российского национального оркестра. С 1999 по 2004 Владимир Спиваков приглашает дирижёра для работы с легендарным камерным оркестром «Виртуозы Москвы». С этим коллективом Марк Кадин провел более 120 концертов в России и за рубежом, в их числе гастроли в Нидерландах, Германии, Швейцарии. 
С 2004 по 2014 Марк Кадин являлся художественным руководителем и главным дирижёром Красноярского академического симфонического оркестра. Сотрудничал с выдающимися музыкантами нашего времени – это вокалисты Дмитрий Хворостовский, Суми Чо, Хибла Герзмава, пианисты Михаил Плетнёв, Борис Березовский, Николай Луганский, Денис Мацуев, скрипачи Максим Венгеров, Вадим Репин, Виктор Третьяков, виолончелисты Александр Князев, Александр Рудин и многие другие. 
География гастролей Марка Кадина охватывает Европу, Азию, Америку, Австралию и Новую Зеландию. Он выступал более чем c 60 оркестрами в России и за рубежом среди которых Slovak Radio Symphony Orchestra, Rome Symphony Orchestra, Queensland Symphony, Christchurch Symphony Orchestra, Gavle Symphony Orchestra, Xiamen Philharmonic, Cyprus Symphony Orchestra, Israel Sinfonietta, Orquesta Sinfonica de Yucatan, Moravian Philharmonic Orchestra, Filharmonia Artur Rubinstein in Lodz, Sofia Philharmonic, Istanbul State Orchestra, Gyeonggi Philharmonic Orchestra, Orquesta Sinfonica Nacional de Costa Rica, Orquestra Sinfonica do Parana, оркестры Новосибирска, Самары, Воронежа, Ростова, Хабаровска, Иркутска, Омска и др.
С 2017 года Марк Кадин - художественный руководитель и главный дирижер Симфонического оркестра Болгарского национального радио.